# 千明代表
千明代表，是日本純種競賽馬匹。生涯活躍於中長距離賽，爲日本賽馬史上第三匹經典三冠馬，並於1986年被選爲日本中央競馬會殿堂馬。

## 出賽前
1980年4月7日出生於北海道浦河町千明牧場，所有權直接歸於牧場旗下。
其後交由栗東訓練中心練馬師松山康久訓練。

## 競賽生涯

### 3歲（現2歲）
1982年11月16日出戰東京競馬場2歲新馬戰，由吉永正人策騎下採取先行戰術，最終於直路上拋離第二5馬位取得首勝。
其後出戰條件戰黑松賞，雖然比賽開始時漏閘出遲，但仍然成功搶佔位置於先頭推進，最終於直路上奮力衝刺成功於終點線前超越同爲先行馬的Yu Fubuki以頸位優勢取勝。
12月25日出戰條件戰柊樹賞，賽前再度於閘箱內暴走，導致其本次比賽大幅漏閘，出閘後嘗試奮力追趕前方馬匹但失敗，因而騎師吉永指揮其留後等待時機。進入直路後，其開始發力衝刺，但由於比賽初段浪費過多體力搶佔位置，最終未能超越前方之Umeno Shin O下落敗得第二。

### 4歲（現3歲）
1983年首戰爲2月13日之共同通信盃四歲錦標，本次比賽其選擇留後戰術，通過第三彎道後爬升之前方。進入直路後，其隨即和Umeno Shin O再次纏鬥，結果於其處於上風的情況下，成功以頭位優勢壓過對手，以復仇的姿態取得優勢首個重賞冠軍。
3月6日出戰彌生賞，比賽初段以穩定的節奏追走，隨後於內欄位置由馬群之中的空隙快步而上進佔先頭位置，最終於直路上成功跑出後600米35.8秒的驚人末腳下再度獲勝。
4月17日出戰皋月賞，面對對後上不利的大爛地，其於比賽初段仍然選擇留後，並保持一貫穩定的節奏。通過第三彎道時，騎師吉永指揮其加速爬升至中團位置，並於進入直路前經已處於第二。晉抑壓直路後，其以凌厲的姿態加速並輕鬆超越前方的葛城王牌，領先後繼續加速保持優勢，最終成功抵擋追擊的Mejiro Mont Cenis下以1/2馬位奪得首個八大競走賽事，亦爲練馬師松山康久帶來首個八大競走優勝頭銜。
其後出戰東京優駿（日本打吡），比賽初段其因慢閘以處於約莫第十七的位置，距離前方約20馬位的距離。比賽途中其於對面直路逐步推進爬升，於第三彎道時經已佔據了第六的位置。然而通過第四彎道後，其因爲需要躲避外閃的Takeno Hien而抽出更外檔，此時其和正於外檔加速之Kikuno Flash相撞並阻礙了後方Nishinosky的進路。所幸發生此事件後騎師吉永成功調整並修正千明代表的跑姿，於直路上一路狂奔超越前方的Bingo Kanta，最終成功以第一名衝線奪冠。但由於賽會對千明代表於第四彎道的動作有所爭議而召開審議，最終經商討後決定賽果不變，但對其騎師吉永實行停賽4個賽馬日及剝奪獎盃的處分。
完成打吡後陣營原定安排其處於秋季出戰聖烈特紀念作爲熱身，但由於放草途中被碎石挫傷需要進入休養下不得不避戰，結果陣營決定轉戰較遲舉行的京都新聞盃。
10月23日於京都新聞盃復出，然而因爲體重暴增12公斤造成其體態不佳，最終未能發揮實力下以第四完賽。
11月13日出戰菊花賞，雖然賽前馬迷因其父系長距離適性不足而對其3000米之能力有所疑慮，但仍然獲得第一人氣。比賽開始後，領放馬做出前1000米59.4秒的較快步速，千明代表則於後方追走無視此節奏。通過彎道時，其開始表現出加速的衝動，因而騎師吉永鬆開繮繩順從其加速的意願，此後亦成功進佔先頭的位置。進入直路後，其繼續保持速度衝刺，最終不斷加速之下成功拋離後方馬匹3馬位奪得冠軍，成爲日本賽馬史上第三匹經典三冠馬，亦爲首匹父系爲日本生產馬的經典三冠馬。
完成菊花賞後，陣營安排其進入休養以恢復狀態，並且避戰了及後的日本盃及有馬紀念，
年末，由於其成功達成經典三冠，於評選中以近乎全票的141票當選最佳4歲雄馬，亦成功以136票問鼎日本馬王的寶座。

### 5歲（現4歲）
1984年年初原定出戰美國賽馬會盃，但由於受到大雪天氣影響，陣營憂慮降雪會組成馬場賽道狀態不佳，因而取消出走轉戰中山紀念。然而此時千明代表蹄部問題亦再度惡化，最終於判斷下決定安排其進入長期休養，避戰所有春季的賽事。
10月7日於每日王冠復出，由於此戰爲其相隔1年左右的比賽，因而僅獲得第二人氣。比賽途中其雖然於最後直路跑出後600米33.7秒的高速末腳，但仍然未能超越因採用先行戰術以累積巨大優秀的葛城王牌，最終以第二完賽。
其後出戰秋季天皇賞，由於1984年適逢日本賽馬改革，秋季天皇賞由原先的3200米減程至2000米，對於擅長中距離賽事的千明代表無疑爲一大有利局面，因而其獲得壓倒性的第一人氣。比賽開始後，其於幾乎最後的位置追走，距離領放馬約莫有20馬位距離。通過第三彎道時，其經已開始發力準備加速，但仍然未衝出馬群，反而是於進入最後直路才真正殺出。最終憑藉其過彎時的逐步積聚的優勢，其於直路中段一舉衝刺超越前方所有馬匹，以破紀錄的1分59.3秒拿下其於導入分級制後首個一級賽冠軍。
11月25日出戰日本盃，將和半年度取得寶塚紀念的同期強敵葛城王牌及日本史上第一匹無敗三冠馬魯鐸象徵決戰。然而於比賽途中，其之中保持於馬群後方，於直路亦未有加速的意願，最終以第十大敗。
12月23日出戰有馬紀念，比賽初段保持於後方位置等待時機，於比賽剩餘1000米時開始加速，但於加速途中閃入內欄位置，被阻擋之下無法對魯鐸象徵及葛城王牌造成有效的威脅，最終以第三完賽。

### 6歲（現5歲）
1985年首戰爲產經大阪盃，雖然賽前獲得第一人氣，但於直路上的爭奪中稍爲處於下風，最終以鼻位憾負State Jaguar獲得第二。
其後出戰春季天皇賞，本次比賽重拾新馬戰時的先行戰術，並於第三彎道衝出取得領先。然而於直路上未能保持衝刺，最終些微失速之下被後方的魯鐸象徵等馬匹超越以第五完賽。
完成春季天皇賞後其因腳步問題進入休養，夏季進入函館競馬場調整，但於其中被發現患有骨膜炎。最終陣營商討下決定安排其退役，並於10月6日於東京競馬場舉行退役儀式。

### 詳細賽績
| 日期       | 舉辦國家 | 馬場 | 距離   | 級別     | 賽事名稱           | 負重 | 騎師     | 馬號 | 出馬 | 名次 | 時間   | 頭馬（二馬）          |
| ---------- | -------- | ---- | ------ | -------- | ------------------ | ---- | -------- | ---- | ---- | ---- | ------ | --------------------- |
| 6/11/1982  | 日本     | 東京 | 草1600 |          | 3歲新馬            | 54   | 吉永正人 | 11   | 11   | 1    | 1:38.5 | （Hirataka Eiko）     |
| 4/12/1982  | 日本     | 中山 | 草1600 |          | 黑松賞             | 54   | 吉永正人 | 10   | 12   | 1    | 1:36.3 | （Yu Fubuki）         |
| 25/12/1982 | 日本     | 中山 | 草1800 |          | 柊樹賞             | 55   | 吉永正人 | 3    | 9    | 2    | 1:50.4 | Umeno Shin O          |
| 13/2/1983  | 日本     | 東京 | 草1800 | 重賞     | 共同通信盃四歲錦標 | 55   | 吉永正人 | 8    | 14   | 1    | 1:49.5 | （Umeno Shin O）      |
| 6/3/1983   | 日本     | 中山 | 草1800 | 重賞     | 彌生賞             | 55   | 吉永正人 | 3    | 14   | 1    | 1:50.2 | （Speed Tri）         |
| 17/4/1983  | 日本     | 中山 | 草2000 | 八大競走 | 皋月賞             | 57   | 吉永正人 | 12   | 20   | 1    | 2:08.3 | （Mejiro Mont Cenis） |
| 29/5/1983  | 日本     | 東京 | 草2400 | 八大競走 | 東京優駿           | 57   | 吉永正人 | 12   | 21   | 1    | 2:29.5 | （Mejiro Mont Cenis） |
| 13/10/1983 | 日本     | 京都 | 草2000 | 重賞     | 京都新聞盃         | 57   | 吉永正人 | 7    | 15   | 4    | 2:03.2 | 葛城王牌              |
| 13/11/1983 | 日本     | 京都 | 草3000 | 八大競走 | 菊花賞             | 57   | 吉永正人 | 9    | 21   | 1    | 3:08.1 | （Bingo Kanta）       |
| 7/10/1984  | 日本     | 東京 | 草1800 | GII      | 每日王冠           | 59   | 吉永正人 | 7    | 9    | 2    | 1:47.5 | 葛城王牌              |
| 28/10/1984 | 日本     | 東京 | 草2000 | GI       | 秋季天皇賞         | 58   | 吉永正人 | 13   | 15   | 1    | 1:59.3 | （Tudenham King）     |
| 25/11/1984 | 日本     | 東京 | 草2400 | GI       | 日本盃             | 57   | 吉永正人 | 1    | 14   | 10   | 2:28.2 | 葛城王牌              |
| 23/12/1984 | 日本     | 中山 | 草2500 | GI       | 有馬紀念           | 57   | 吉永正人 | 2    | 11   | 3    | 2:33.3 | 魯鐸象徵              |
| 31/3/1985  | 日本     | 阪神 | 草2000 | GII      | 產經大阪盃         | 59   | 吉永正人 | 4    | 10   | 2    | 2:01.4 | State Jaguar          |
| 29/4/1985  | 日本     | 京都 | 草3200 | GI       | 春季天皇賞         | 58   | 吉永正人 | 7    | 15   | 5    | 3:22.3 | 魯鐸象徵              |

## 退役後
1986年千明代表被選出爲日本中央競馬會第13匹殿堂馬。
退役後，千明代表成爲了配種馬，於北海道早來町（今安平町）社台Stallion Station休養，在1986年進行配種。首批子嗣於1987年出生。首批子嗣可於1989年出賽。11月11日，環球之霸在每日盃三歲錦標取勝，成爲了首匹勝出分級賽的子嗣。
然而90年代開始，由於週日寧靜、東來兵及百仁時光等外國配種馬之引入，其配種數量於劇烈競爭下逐步下降，於社台內部的影響力亦逐漸喪失。
1994年其被轉移至北海道靜內町（今新日高町）Rex Stud繼續進行配種工作，1999年配種季過後由配種馬退役並被轉移至千葉縣成田市千明牧場三里塚分場以功勞馬身份進行養老生活。
2000年1月15日，其於馬房內因蹄葉炎死亡，享年21歲（現20歲）。

### 主要子嗣

#### 分級賽優勝子嗣
- Meisho Vitoria（長途馬錦標）
- 環球之霸（每日盃三歲錦標、阿根廷共和國盃、目黑紀念）
- Sweet Mithuna（皇后盃）

## 血統簡介
父系Tosho Boy爲日本賽駒，生涯戰績優秀，曾勝出皋月賞及有馬紀念，因其強大的加速力及末腳速度而被稱爲「天馬」。祖父Tesco Boy爲英國賽駒，生涯戰績優秀，曾於1966年勝出女皇安妮錦標。
母系C.B.Queen爲日本賽駒，生涯戰績不俗，曾勝出每日王冠及產經體育賞四歲牝馬特別等賽事。外祖父Topyo爲法國馬匹，未能查找到任何出賽資料。

### 血統表
| 父線：Tesco Boy系（Princely Gift系）     |                                 |               |              |
| 種馬 Tosho Boy 1973年（棗色）            | Tesco Boy 1963年（深棗色）      | Princely Gift | Nasullah     |
| 種馬 Tosho Boy 1973年（棗色）            | Tesco Boy 1963年（深棗色）      | Princely Gift | Blue Gem     |
| 種馬 Tosho Boy 1973年（棗色）            | Tesco Boy 1963年（深棗色）      | Suncourt      | Hyperion     |
| 種馬 Tosho Boy 1973年（棗色）            | Tesco Boy 1963年（深棗色）      | Suncourt      | Inquisition  |
| 種馬 Tosho Boy 1973年（棗色）            | Social Butterfly 1957年（棗色） | Your Host     | Alibhai      |
| 種馬 Tosho Boy 1973年（棗色）            | Social Butterfly 1957年（棗色） | Your Host     | Boudoir      |
| 種馬 Tosho Boy 1973年（棗色）            | Social Butterfly 1957年（棗色） | Wisteria      | Easton       |
| 種馬 Tosho Boy 1973年（棗色）            | Social Butterfly 1957年（棗色） | Wisteria      | Blue Cyprus  |
| 繁殖雌馬 C.B.Queen 1973年（棗色）        | Topyo 1964年（深棗色）          | Fine Top      | Fine Art     |
| 繁殖雌馬 C.B.Queen 1973年（棗色）        | Topyo 1964年（深棗色）          | Fine Top      | Toupie       |
| 繁殖雌馬 C.B.Queen 1973年（棗色）        | Topyo 1964年（深棗色）          | Deliriosa     | Delirium     |
| 繁殖雌馬 C.B.Queen 1973年（棗色）        | Topyo 1964年（深棗色）          | Deliriosa     | La Fougueuse |
| 繁殖雌馬 C.B.Queen 1973年（棗色）        | Meido 1965年（深棗色）          | Admiral Byrd  | Nearco       |
| 繁殖雌馬 C.B.Queen 1973年（棗色）        | Meido 1965年（深棗色）          | Admiral Byrd  | Woodlark     |
| 繁殖雌馬 C.B.Queen 1973年（棗色）        | Meido 1965年（深棗色）          | Meiwa         | Gaytime      |
| 繁殖雌馬 C.B.Queen 1973年（棗色）        | Meido 1965年（深棗色）          | Meiwa         | Chill Wind   |
| 雌系：號族：9-h                          |                                 |               |              |
| 五代內近親交配：Nearco 5×4、Hyperion 4×5 |                                 |               |              |

## 命名由來
名字中，Mr.（ミスター）即是英語中的先生，此處取其含意，翻譯为「代表」；C.B.（シービー）則是馬主千明牧場的冠名，是牧場名稱兩部份分別羅馬化後的首字母，亦有諸如「千明先生」等其他翻譯。

## 外部連結
- 千明代表 netkeiba.com （页面存档备份，存于）
- 血統表 （页面存档备份，存于）